# Pseudomantalania macrophylla
Pseudomantalania macrophylla är en måreväxtart som beskrevs av J.-f.Leroy. Pseudomantalania macrophylla ingår i släktet Pseudomantalania och familjen måreväxter. Inga underarter finns listade i Catalogue of Life.